# Pfarrbüro
Pfarrbüro (regional auch Pfarramt, evangelisch überwiegend Gemeindebüro) stellt in vielen christlichen Kirchen die zentrale regionale Verwaltung der örtlichen Pfarrei bzw. Kirchengemeinde dar. Das Pfarrbüro verwaltet alle kirchlichen Angelegenheiten der Mitglieder der jeweiligen Pfarrgemeinde vor Ort. Dazu werden dort auch die personellen, finanziellen und organisatorischen Aufgaben der Pfarrei erledigt. Grob gesagt, kann das Pfarrbüro auch als das zentrale Sekretariat der Pfarrgemeinde mit vielfältigen Aufgaben angesehen werden.

## Aufgaben und Zuständigkeiten

### Verwaltung von kirchlichen Angelegenheiten der Gemeindemitglieder
Die originäre Aufgabe des Pfarrbüros ist die Verwaltung der kirchlich-konfessionellen Angelegenheiten der Mitglieder der jeweiligen Pfarrgemeinde. Hierzu zählt u. a. die Verwaltung von kirchlichen Verzeichnissen über die Erteilung von katholischen Sakramenten, wie z. B. die Taufe, die Kommunion oder die kirchliche Hochzeit.
Ebenso erstellt das Pfarrbüro auf Antrag ein kirchliches Zugehörigkeitsdokument (sog. pfarramtliches Zeugnis), das z. B. für arbeitsrechtliche Bewerbungen im katholisch-kirchlichen Sektor stets benötigt wird.

### Finanzwesen
Im Bereich Finanzen ist das Pfarrbüro befugt, Gaben in Geld z. B. für die persönliche Widmung von Messen (sog. Messstipendien) oder Spendengelder für die Pfarrei entgegenzunehmen. Hierzu wird u. a. im Pfarrbüro eine kleinere Barkasse nach kaufmännischen Gesichtspunkten geführt.
Des Weiteren werden in enger Zusammenarbeit mit der zentralen örtlichen Finanzstelle der Kirche (sog. Rendantur) die lokalen Finanzen der Kirche verwaltet und z. B. offene Rechnungen der Pfarrei beglichen.
Ein wichtiger Bestandteil der Finanzverwaltung in der Pfarrei ist zudem die Ausstellung von Spendenbescheinigungen bezüglich der an die örtliche Kirchengemeinde gespendeten Geldbeträge oder Sachspenden.

### Personalwesen
Das Pfarrbüro verwaltet die personellen Angelegenheiten der Mitarbeit der jeweiligen Pfarrei, wie z. B. Küster, Organisten, Pfarramtssekretäre, Hausmeister und Reinigungskräfte. Dazu ist das Pfarrbüro auch für alle Mitarbeiter von katholischen Kindergärten zuständig, die im räumlichen Bereich der Pfarrei liegen. Nicht zuständig ist das Pfarrbüro allerdings für die personellen Angelegenheiten der geistlichen Mitarbeiter bzw. sog. Seelsorger wie z. B. Priester, Diakone und Gemeindereferenten, da diese überregional von der jeweiligen Diözese (bzw. Bistum) personell verwaltet werden.
Die Aufgabe des Pfarrbüros im personellen Bereich ist auch die Personalführung, wie z. B. die Einstellung und Entlassung von Personal, die Erstellung von Personaleinsatzplänen und Dienstplänen, die Genehmigung von Urlaub, die Entgegennahme von Krankmeldungen und die Koordinierung von Fortbildungsmaßnahmen. Die Erstellung von Lohnabrechnungen und die Auszahlung der Löhne und Gehälter obliegt meist der zentralen Personalabrechnungsstelle des jeweiligen Bistums.

### Öffentlichkeitsarbeit
Unter den Bereich Öffentlichkeitsarbeit fällt im Pfarrbüro neben der Verwaltung und Erstellung von Aushängen, Druckerzeugnis-Auslagen und Plakaten z. B. auch die Erstellung regelmäßiger sog. Pfarrnachrichten, die meist in Form einer kleinen Broschüre oder auch nur eines Faltblatts die Kirchenmitglieder mit aktuellen Nachrichten aus der Pfarrei und den aktuellen Messzeiten sowie weiteren kirchlichen Terminen der Gemeinde versorgt.

### Unterstützung örtlicher kirchlicher Gremien und ehrenamtlicher Mitarbeiter
Das Pfarrbüro arbeitet eng mit allen örtlichen kirchlichen Gremien zusammen. Hierbei wird insbesondere der Pfarrgemeinderat und der Kirchenvorstand durch umfassende pfarrbüroliche Dienste unterstützt. Hierbei ist zum Beispiel die Teilnahme an und die Vorbereitung von Gremiensitzungen in Form von Einladungen sowie die Erstellung schriftlicher Protokolle über den Inhalt der jeweiligen Sitzungen zu nennen.
Darüber hinaus sind die Mitarbeiter des Pfarrbüros auch der zentrale Ansprechpartner für alle ehrenamtlichen Mitarbeiter der Pfarrei in den Belangen ihrer jeweiligen Aufgabe innerhalb der Pfarrei.

### Sonstige Aufgaben
Weitere Aufgaben des Pfarrbüros sind neben allgemeinen Sekretariatsarbeiten wie z. B. der Vornahme mündlicher oder schriftlicher Korrespondenzen auch die Erteilung allgemeiner Auskünfte zur Pfarrei und dem Gemeindeleben. Auch die Fortschreibung der Kirchenchronik ist eine Aufgabe des Pfarrbüros. Hierdurch werden u. a. wichtige geschichtliche Ereignisse aus der Pfarrei für die Zukunft in Wort und Schrift konserviert, wie z. B. ein Wechsel des leitenden Pfarrers, die Errichtung und die Großsanierung von Gebäuden oder bestimmte institutionelle Veränderungen von größerer Bedeutung.

## Organisationsstruktur
In der Regel obliegt die Leitung des Pfarrbüros dem jeweiligen leitenden Pfarrer, der gleichzeitig auch Leiter der Pfarrei insgesamt ist.
Aufgrund des in der aktuellen Zeit stetig voranschreitenden Priestermangels und der oft damit verbundenen Überlastung der Pfarrer wird neuerdings als Leiter des Pfarrbüros immer öfter auch eine sog. Verwaltungsleitung eingesetzt. Die Verwaltungsleitung übernimmt dabei den größten Teil der Verwaltungsaufgaben des leitenden Pfarrers, dem sie allerdings wiederum direkt unterstellt und damit auch weisungsgebunden ist. Der leitende Pfarrer hat daher auch weiterhin immer noch die oberste Gesamtleitungsbefugnis für die gesamte Pfarrei.
Die nichtleitenden Mitarbeiter des Pfarrbüros werden in der Regel als Pfarramtssekretär bezeichnet. Sie sind dem jeweiligen Pfarrer oder – sofern vorhanden – der Verwaltungsleitung unterstellt.